# Корисні копалини Німеччини
Німеччина багата на мінеральні ресурси. У країні є родовища нафти і газу, кам'яного вугілля, залізних, свинцевих і цинкових руд, калійної і кам'яної солей, плавикового шпату, уранових руд і руд кольорових металів, будматеріалів.

## Основні корисні копалини ФРН станом на 1998—1999 рр.
| Корисні копалини                         | Запаси       | Запаси   | Вміст корисного компоненту в рудах, % | Частка у світі, % |
| Корисні копалини                         | Підтверджені | Загальні | Вміст корисного компоненту в рудах, % | Частка у світі, % |
| Барит, т                                 | 1000         | 1200     | 30—65 (BaSO4)                         | 0,3               |
| Вольфрам, тис. т                         | 80           | 106      | 0,2 (WO3)                             | 3,1               |
| Залізні руди, млн т                      | 920          | 3000     | 28 (Fe)                               | 0,5               |
| Золото, т                                |              | 30       |                                       |                   |
| Калійні солі, млн т в перерахунку на К2О | 720          | 1000     | 14 (К2О)                              | 9,6               |
| Мідь, тис. т                             | 1400         | 1420     | 1,42 (Cu)                             | 0,2               |
| Нафта, млн т                             | 53,2         |          |                                       |                   |
| Олово, тис. т                            | 20           | 20       | 0,4                                   |                   |
| Плавиковий шпат, млн т                   | 3,1          | 4,6      | 45 (CaF2)                             | 1,6               |
| Природний горючий газ, млрд м³           | 350          |          |                                       | 0,2               |
| Свинець, тис. т                          | 550          | 125      | 1,6 (Pb)                              | 0,5               |
| Вугілля, млн т                           | 105540       | 308300   |                                       |                   |
| Фосфорити, млн т                         | 0,2          | 0,4      | 20 (Р2О5)                             |                   |
| Цинк, тис. т                             | 1200         | 3000     | 2,8 (Zn)                              | 0,4               |
| Срібло, т                                | 200          | 5600     |                                       |                   |
| Уран, т                                  | 4800         |          |                                       |                   |

Нафта і газ. На території країни виявлено понад 130 нафтових і близько 90 газових родовищ, що локалізуються головним чином Центральноєвропейському нафтогазоносному басейні, а також в Передальпійському і Рейнському нафтогазоносних басейнах. Передальпійський нафтогазоносний басейн приурочений до однойменного крайового прогину; Рейнський — до грабену Західно-Європейської платформи. Продуктивні відклади тріасу, юри, еоцену та олігоцену. Найбільші родовища розташовані в межах групи Зюд-Ольденбурґ. Нафта і газ виявлені також у вапняках цехштейну і пісковиках нижньої пермі платформного чохла у Східній Німеччині. Поклади незначні.
Спостерігається тенденція до зменшення підтверджених запасів нафти і газу в країні. Якщо в 1998 р вони становили 53,2 млн т, то наприкінці 2001 підтверджені запаси нафти дорівнювали 46.7 млн т, що на 3 млн т або 6.4 % менше, ніж наприкінці 2000 р. На кінець 2001 підтверджені запаси природного газу оцінені в 319.8 млрд. куб.(-8,6 % до 1998).
Горючі сланці. ФРН володіє значними запасами горючих сланців, промислові поклади яких зосереджені у відкладах нижньої юри тоарського ярусу (потужність промислової пачки досягає 5-15 м) в Нижній Саксонії, Брауншвейзі, на південному-заході країни і у відкладах еоцену (загальна потужність до 310 м) в районі м. Мессель. Малопотужні прошарки сланценосних відкладів є в пермських товщах Саарського району і тріасових відкладах в Баварських Альпах.
Вугілля. На території країни виявлені великі запаси кам'яного вугілля, головним чином у відкладах верхнього карбону. Провідне значення має Нижньорейнсько-Вестфальський (Рурський) вугільний басейн. У цьому басейні вугільні пласти мають в основному круте падіння, часто сильно тектонічно порушені, залягають на великій глибині, водо- і газонасичені.
Родовища бурого вугілля зосереджені в Нижньорейнському, Нідерлаузіцькому (Котбус і Дрезден), Середньонімецькому (Галле і Лейпціґ), Маґдебурзькому та ін. басейнах. Пласти бурого вугілля потужністю 3-4, 4-12, 8-14, 8-12 м приурочені до відкладів середнього еоцену — середнього міоцену. Теплотворна здатність рядового бурого вугілля 7,3-10,0 МДж/кг, зольність 10-30 %.
За даними на 1997, достовірні і передбачені добувні запаси бурого вугілля складали в ФРН 160 млрд т, а запаси кам'яного вугілля — 35 млрд т. Це означає, що за умови збереження поточного обсягу вуглевидобутку їх повинно вистачити ще на 560 років.
Уран. Достовірні запаси урану в країні на 1997 р. становили 4800 т. Родовища уранових руд за походженням головним чином гідротермальні жильного типу, що локалізуються на ендоконтактах гранітів, і осадові в пісковиках з прошарками аргілітів верхнього карбону, рідше зустрічаються інфільтраційні родовища. Найбільше значення мають родовища Менценшванд, Тіршенройт і Мюлленбах розташовані в Шварцвальді та Баварії. На сході ФРН родовища уранових руд пов'язані з різними геологічними системами — від докембрію до крейди (Роннебурґ, Ауе, Кьоніґштайн).
Залізо. За загальними запасами залізняка країна займає 4-те місце (після України, Швеції та Великої Британії) в Європі (2003). Усього виявлено 44 залізорудних родовищ в областях вариського і альпійського орогенезу і частково в межах платформи. Основні запаси залізних руд концентруються в найбільшому залізорудному районі Зальцґіттер у південно-східній частині Нижньої Саксонії. Родовища гідротермальні (Зігерланд та ін.) та осадові (Наммен та ін.). Переважають сидеритові і ооліт-гематитові руди (Лотаринзький залізорудний басейн). Найбільші родовища Вольферварт-Наммен, Зальцґіттер, Ауербах.
Мідь. Запаси мідних руд невеликі і зосереджені головним чином у поліметалічних родовищах (земля Північний Рейн-Вестфалія, Саарський район і Шварцвальд). Найбільші родовища Раммельсберґ, Мехерніх, Нойбулах. У Східній Німеччині родовища мідних руд пов'язані з мідистими пісковиками і сланцями південно-східного передгір'я Гарцу (Мансфельд-Зангергаузен).
Поліметали. Родовища свинцево-цинкових руд розташовані головним чином в Гарці, Рейнських Сланцевих горах, Шварцвальді, що входять у вариську гірську систему, а також в районі г. Фрайберґ. Головні родовища за походженням колчеданні і гідротермальні. Найбільші за запасами — Раммельсберґ, Бад-Грунд, Мегген та ін. Нерідко в рудах крім свинцю і цинку присутні також мідь, золото, срібло, цезій, рубідій, індій та інші елементи.
Нікель і олово. Силікатні родовища нікелевих руд зустрічаються по південно-західному краю Ґранулітових гір Саксонії, руд олова пов'язані з гранітами молодого інтрузивного комплексу антикліналі Фіхтельґебірґе — Рудні гори. Вони представлені слюдяно-кварцово-топазовими ґрейзенами і кварцово-каситеритовими (вольфрамітовими) жилами. Родовища руд олова — Альтенберґ, Еренфрідерсдорф.
Калійні солі. За запасами калійних солей ФРН займає 3-тє місце серед країн світу (після Канади та Росії) і 1-ше в Європі (2003). Поклади калійних солей розвідані в межах пізньопермських калійних басейнів. Калійні солі приурочені до відкладів цехштейну (верхня перм) в Ганноверському, Верра-Фульда, Маґдебурґ-Гальберштадтському та інших басейнах. Соленосні товщі містять також поклади кам'яної солі. Найбільші поклади калійних солей (до 500 м) встановлені в Ганноверському басейні, що складає єдине ціле зі Штрасфуртським басейном. Калійні і кам'яні солі залягають також серед відкладів Середньоєвропейського цехштейнового басейну (Верра, Півд. Гарц, Ціліц і Кальфьорде). Залягання пластів пологохвилясте, потужність калійних пластів 2-14 м, іноді до 50 м.
Барит і флюорит. ФРН має суттєві запаси бариту. Родовища бариту за походженням стратиформні (Вестфалія, Гарц, Гессен, Баден) і жильні (південно-західний Гарц). Уміст бариту в комплексних рудах стратиформних поліметалічних родовищ 20 %, у жильних до 97 %. Найбільші комплексні родовища Мегген і Раммельсберґ, Волькенхюгель, де жили протяжністю 1 км і потужністю від десятків см до декількох м (у роздувах 15 м) утворюють жильне поле. У ФРН виявлені жильні і стратиформні родовища плавикового шпату (Наббурґ). Родовища бариту і флюориту є у Східній Німеччині є в Тюрінгенському Лісі (Шмалькальден та Ільменау), Гарці (Ротлебероде) і Фогтланде (Шьонбрунн-Бьозенбрунн і Брундьобра).
Нерудні гірничохімічні та будівельні корисні копалини. У ФРН є великі родовища глин, головним чином у Північно-Східній Баварії в області Верхнього Пфальца (Понгольц), у палеогенових відкладах Мекленбурґу (Фрідланд, Малліс). Великі родовища каоліну є в Баварії (Тіршенри, Амберт-Гіршау), а також у смузі завширшки до 50 км, що протягається вздовж північного краю саксонсько-тюрінгського середньогір'я. Важливі родовища каоліну — Кемліц (потужність до 60 м), Зайліц й інші, під Майсеном (до 30 м), Камінау в Лаузіце (до 60 м). Родовища графіту концентруються в Південній Баварії (в районі Пассау). Є також поклади бентонітів, гіпсу (райони Іпхофена, Остероде-ам-Гарц, Баден-Вюртемберґ, Ротлебероде і Нідерзаксверфен), ангідриту, ґаліту (Мосбурґ, Вестервальд), тальку (поблизу Шварценбаха), діатомітів (Нижня Саксонія) і різних нерудних будівельних матеріалів. Піщано-гравійні родовища — Нордхаузен, Преттін, Мюльберґ, Хоенбокк. Родовища будівельних пісковиків приурочені до відкладів крейди в долині Ельби (Котта, біля Дрездена). Родовища карбонатних порід пов'язані з породами докембрію, кембрію, девону, пермі, тріасу, крейди. Значні поклади стрингоцефалових вапняків — комплекс Ельбінгероде, ракушняка — Рюдерсдорф, Бернбурґ і Карсдорф, а також крейди — Ясмунда на острові Рюген.